# 33288 Shixian
33288 Shixian este o planetă minoră (asteroid), cu un diametru de 10,021 km, din centura de asteroizi. A fost descoperită pe 22 mai 1998 la Stația Anderson Mesa de Lowell Observatory Near-Earth-Object Search și a fost numită după Xian Shi⁠(d). 
Obiectul prezintă o orbită caracterizată de o semiaxă mare de 3,1542717 UAi, o excentricitate de 0,08, o înclinație de 21,60324 ° în raport cu ecliptica.